# Daniel Lambert
Daniel Lambert (13 de marzo de 1770 – 21 de junio de 1809) fue un carcelero inglés y criador de animales de Leicester, famoso por su tamaño inusualmente grande. Después de servir cuatro años como aprendiz en un taller de grabado y fundición de troqueles en Birmingham, regresó a Leicester alrededor de 1788 y sucedió a su padre como guardián de la cárcel de Leicester. Era un gran deportista y extremadamente fuerte; en una ocasión luchó contra un oso en las calles de la ciudad. Era un experto en animales deportivos, ampliamente respetado por su experiencia con perros, caballos y gallos de pelea.
En el momento del regreso de Lambert a Leicester, su peso comenzó a aumentar constantemente, aunque era atléticamente activo y, según su propio relato, se abstenía de beber alcohol y no comía cantidades inusuales de comida. En 1805, la cárcel de Lambert cerró. Para entonces, pesaba 50 stones (700 lb; 317,5 kg), y se había convertido en la persona más pesada autentificada hasta ese momento en la historia registrada. Inempleable y sensible acerca de su volumen, Lambert se convirtió en un recluso.
En 1806, la pobreza obligó a Lambert a exhibirse para recaudar dinero. En abril de 1806, se estableció en Londres, cobrando a los espectadores por entrar en sus apartamentos para conocerlo. Los visitantes quedaron impresionados por su inteligencia y personalidad, y visitarlo se volvió muy de moda. Después de algunos meses en exhibición pública, Lambert se cansó de exhibirse y en septiembre de 1806, regresó, adinerado, a Leicester, donde crio perros de competición y asistió regularmente a eventos deportivos. Entre 1806 y 1809, realizó una serie adicional de giras de recaudación de fondos.
En junio de 1809, murió repentinamente en Stamford, Lincolnshire. Al momento de su muerte, pesaba 335 kg, y su ataúd requirió 112 pies cuadrados (10,4 m²) de madera. A pesar de que el ataúd fue construido con ruedas para permitir un fácil transporte y se excavó un acceso inclinado hacia la tumba, 20 hombres tardaron casi media hora en arrastrar su ataúd a la zanja, en un campo de entierro recién abierto en la parte trasera de la iglesia de San Martín. Si bien otros han superado el récord de Daniel Lambert como la persona más pesada de la historia, sigue siendo un personaje popular en Leicester, y en 2009 fue descrito por el Leicester Mercury como "uno de los íconos más apreciados de la ciudad".

## Biografía

### Primeros años
Daniel Lambert nació en la casa de sus padres en Blue Boar Lane, Leicester, el 13 de marzo de 1770. Su padre, también llamado Daniel Lambert, había sido el cazador de Harry Grey, IV conde de Stamford, y en el momento del nacimiento de su hijo era el guardián de la cárcel de Leicester. El mayor de cuatro hijos, Daniel Lambert tenía dos hermanas y un hermano que murió joven.A los ocho años, era un entusiasta nadador, y durante gran parte de su vida enseñó a nadar a los niños locales. El tío paterno de Lambert, al igual que su padre, también trabajaba con animales, pero como guardabosques profesional; su abuelo materno era un criador de gallos de pelea campeones. Lambert creció por ello con un gran interés en los deportes de campo, y era especialmente aficionado a la caza de la nutria, la pesca, el tiro deportivo y las carreras de caballos. Desde su adolescencia, Lambert fue un entusiasta deportista y a finales de su adolescencia ya era considerado un experto en la cría de perros de caza.
En 1784, fue aprendiz de Messrs Taylor & Co, una empresa de grabado y fundición de troqueles en Birmingham propiedad de un tal Sr. Benjamin Patrick. Los broches y botones grabados en los que se especializaba la fábrica de Patrick se volvieron pasados de moda, sin embargo, y el negocio entró en declive. En 1788, Lambert regresó a Leicester para servir como asistente de su padre en la cárcel (algunas fuentes sitúan el regreso de Lambert a Leicester en 1791, después de la destrucción del edificio que albergaba a Messrs Taylor & Co en los Disturbios de Priestley de julio de 1791). Su padre se retiró poco después y Lambert lo sucedió como guardián de la cárcel. El joven Daniel Lambert fue un carcelero muy respetado; se hizo amigo de muchos de los prisioneros e hizo todo lo posible por ayudarlos cuando iban a juicio.

### Peso

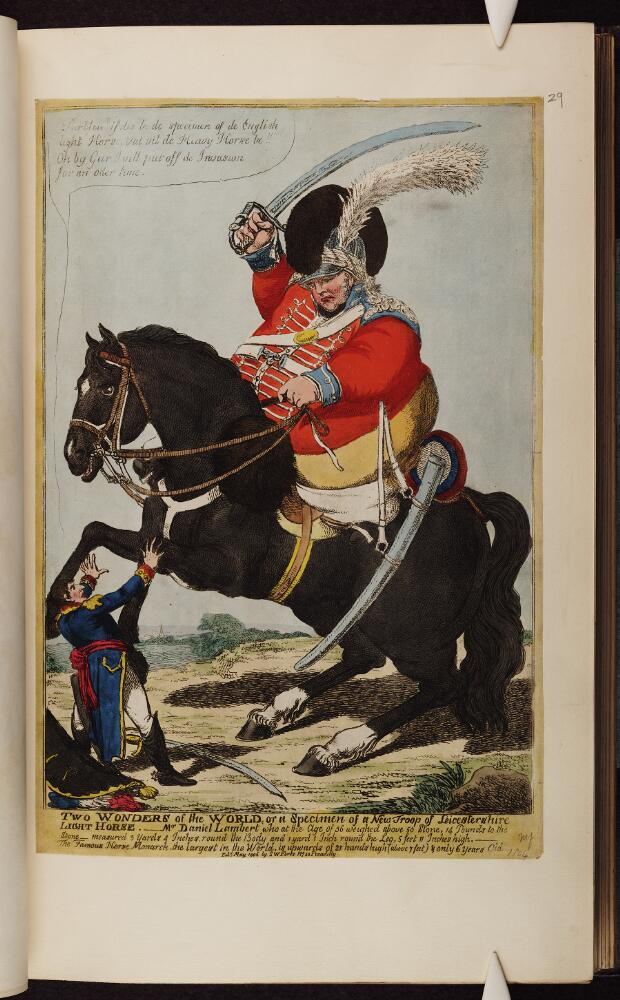
Caricatura de Lambert de mayo de 1806, "Dos maravillas del mundo, o un ejemplar de una nueva tropa de caballería ligera de Leicestershire".

Aunque según su propia cuenta Lambert no comía cantidades inusualmente grandes de comida, alrededor del momento de su regreso a Leicester, su peso comenzó a aumentar constantemente, y para 1793, pesaba 32 stones (448 lb; 203,2 kg). Preocupado por su estado físico, en su tiempo libre se dedicó al ejercicio, aumentando su fuerza hasta el punto de poder cargar fácilmente 5 centenas largas (560 lb; 254 kg). En una ocasión, mientras observaba a un oso bailarín en exhibición en Blue Boar Lane, su perro se soltó y lo mordió. El oso golpeó al perro en el suelo, y Lambert le pidió a su cuidador que lo sujetara para poder recuperar a su animal herido, pero el cuidador le quitó el bozal al oso para que pudiera atacar al perro. Lambert supuestamente golpeó al oso con un palo y con su mano izquierda, golpeó su cabeza, tirándolo al suelo para que el perro pudiera escapar.
A pesar de su creciente tamaño, Lambert se mantuvo en forma y activo, caminando una vez 7 millas (11,3 km) desde Woolwich hasta la City de Londres "con mucha menos aparente fatiga que varios hombres de tamaño medio que formaban parte del grupo". Aunque no era especialmente ágil, no estaba significativamente limitado por su volumen y podía pararse en una pierna y levantar la otra a una altura de 7 pies (2,1 m). Continuó enseñando a nadar en Leicester y podía mantenerse a flote con dos hombres adultos sentados en su espalda. No le gustaba cambiarse de ropa y cada mañana solía llevar la ropa que había usado el día anterior, independientemente de si todavía estaba mojada; según la cuenta de Lambert, no sufrió resfriados ni otros efectos negativos por este comportamiento.
Para 1801, el peso de Lambert había aumentado a aproximadamente 40 stones (560 lb; 254 kg), y, debido a su tamaño, ni él ni su caballo podían seguir el ritmo de la caza, por lo que se vio obligado a abandonar la actividad. Continuó manteniendo su interés en los deportes al aire libre, cuidando una jauría de 30 terriers. Para entonces, aunque conservaba su sólida reputación como carcelero, se planteaban serias preocupaciones sobre su aptitud para el cargo. Las cárceles tradicionales estaban cayendo en desuso y siendo reemplazadas por instituciones de trabajo forzado, y en 1805, la antigua cárcel de Bridewell fue cerrada. Lambert se quedó sin trabajo, pero se le otorgó una anualidad de £50 (aproximadamente £4300 a partir de 2021) al año por los magistrados de Leicester, en reconocimiento a su excelente servicio como guardián de la cárcel.

### Desempleo
La envergadura de Lambert era entonces enorme; seis hombres de tamaño normal podían caber juntos dentro de su chaleco, y cada una de sus medias tenía el tamaño de un saco. Sus £50 de anualidad no cubrían adecuadamente sus costos de vida, y su tamaño le impedía trabajar. Se convirtió en un recluso virtual. Para entonces, las historias sobre su tamaño habían comenzado a difundirse, y los viajeros que visitaban Leicester utilizaban diversos pretextos para visitar su hogar. Un visitante pidió al sirviente de Lambert que lo dejara entrar, ya que deseaba pedirle consejo sobre gallos de pelea; Lambert se asomó por la ventana y le dijo al sirviente que "diga al caballero que soy un gallo tímido". En otra ocasión, admitió en su casa a un hombre de Nottingham que buscaba su consejo sobre la genealogía de una yegua; al darse cuenta de que el hombre estaba allí solo para mirarlo, Lambert le dijo que el caballo en cuestión era "por Impertinencia de Curiosidad".
Sensible acerca de su peso, Daniel Lambert se negó a permitir que lo pesaran, pero en algún momento alrededor de 1805, algunos amigos lo convencieron de acompañarlos a una pelea de gallos en Loughborough. Una vez que logró meterse en su carruaje, el resto del grupo condujo el vehículo hacia una gran báscula y saltaron afuera. Después de restar el peso del carruaje vacío (previamente pesado), calcularon que el peso de Lambert era ahora de 50 stones (700 lb; 317,5 kg), y que así había superado a Edward Bright, el "Gordo de Maldon", un hombre de 616 libras (279,4 kg),  como la persona más pesada autentificada en la historia registrada.

### Londres
A pesar de su timidez, Lambert necesitaba urgentemente ganar dinero y no vio otra alternativa que exhibirse y cobrar a sus espectadores. El 4 de abril de 1806, subió a un carruaje especialmente construido y viajó desde Leicester hasta su nueva casa en el número 53 de Piccadilly, en ese momento cerca del límite oeste de Londres. Durante cinco horas al día, daba la bienvenida a los visitantes en su casa, cobrando a cada uno un chelín (aproximadamente £4,31 a partir de 2021).
Lambert compartía sus intereses y conocimientos sobre deportes, perros y cría de animales de competición con las clases media y alta londinenses, y pronto se volvió muy de moda visitarlo o convertirse en su amigo. Muchos fueron en repetidas ocasiones; un banquero hizo 20 visitas, pagando la tarifa de admisión en cada ocasión. Durante este período de la historia no se atribuía un estigma real a la obesidad, ya que en el mundo preindustrial donde la mayor parte de la población (campesinos, jornaleros y artesanos pobres) se limitaba a sobrevivir con carestías el sobrepeso tendía a asociarse a salud y alto estatus social, y Lambert era considerado en general una maravilla para admirar, en lugar de un fenómeno para ser contemplado o despreciado. Su proyecto fue inmediatamente exitoso, atrayendo a unas 400 personas que pagaban por día.
Se describió su hogar como un lugar con aire a un centro turístico de moda, en lugar de una exposición, y se complació al descubrir que sus clientes en general lo trataban con cortesía y no simplemente como un espectáculo. Insistía en mantener un ambiente de civilidad entre sus visitantes, y todos los hombres que entraban en sus habitaciones debían quitarse el sombrero. Un visitante se negó a quitarse el suyo "incluso si el Rey estuviera presente", pero Lambert respondió que "Entonces, por D——, señor, debe abandonar esta habitación de inmediato, ya que no lo considero una muestra de respeto hacia mí, sino hacia las damas y caballeros que me honran con su compañía".
La popularidad de Lambert inspiró a un imitador en "Master Wybrants, el Sr. Lambert en miniatura", exhibido a poca distancia en Sackville Street. Un folleto describía a Wybrants como "Master Wybrants el Hércules Moderno, que a la edad de 4 meses pesaba 39 libras, medía 2 pies alrededor del cuerpo, 15 pulgadas alrededor del muslo y 8 pulgadas alrededor del brazo, para ser visto en la esquina de Sackville Street Piccadilly".
La gente viajaría largas distancias para verlo (en una ocasión, un grupo de 14 personas viajó a Londres desde Guernsey), y muchos pasarían horas hablando con él sobre la cría de animales. Un modelo en cera a tamaño natural de Lambert fue exhibido en Londres, donde se volvió extremadamente popular. Daniel Lambert pronto se convirtió en un tema popular para los caricaturistas, que a menudo lo representaban como John Bull. Se llevaba bien con las clases altas y en una ocasión conoció al rey Jorge III. Las reacciones del soberano y de Lambert a este encuentro no están registradas.

### Examen médico

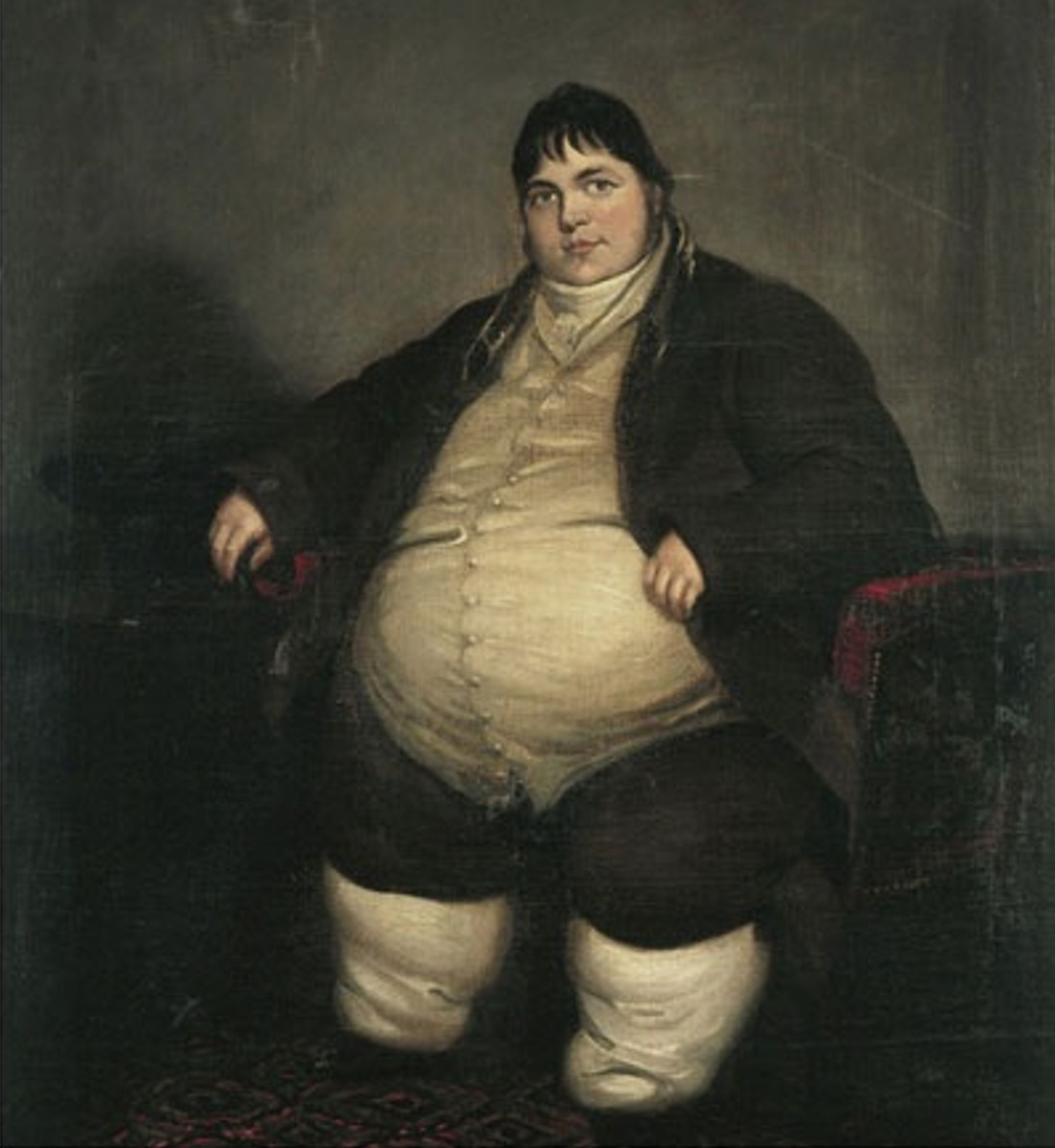
Daniel Lambert durante su primera exhibición en Londres.

Lambert pronto llamó la atención de la profesión médica y poco después de su llegada a Londres, el Medical and Physical Journal publicó un artículo sobre él. Confirmaron que pesaba 50 stones (700 lb; 317,5 kg), y midieron su altura en 5 pies 11 pulgadas (1,8 m). Un examen médico exhaustivo encontró que sus funciones corporales funcionaban correctamente y que respiraba libremente. Lambert fue descrito como activo y mentalmente alerta, bien leído y con una excelente memoria. Le gustaba cantar, y tenía una voz normal al hablar que no mostraba signos de presión en los pulmones. Los médicos encontraron tumefacción en sus pies, piernas y muslos, y acumulación de grasa en el abdomen, pero aparte de la piel escamosa y engrosada en sus piernas causada por ataques previos de erisipela, no tenía problemas de salud. Lambert dijo a los médicos que comía cantidades normales de comida ordinaria. Afirmó que desde alrededor de 1795 no había bebido nada más que agua, y que incluso siendo joven y asistiendo regularmente a fiestas, no se unía a sus compañeros de juerga en la bebida. Lambert afirmó que podía caminar aproximadamente un cuarto de milla (400 m) sin dificultad. Dormía regularmente no más de ocho horas por noche, siempre con la ventana abierta y nunca se le escuchó roncar; al despertar, siempre estaba completamente alerta en cinco minutos, y nunca dormía siestas durante el día.

#### Posibles causas
Es imposible estar seguro de qué causó el peso extremo de Daniel Lambert, pero se considera improbable que haya sido causado por un trastorno endocrino (glandular) o genético. Aparte de su aumento de peso, no mostró síntomas de un trastorno de la tiroides, y ninguno de sus numerosos retratos muestra la cara de luna de un paciente con síndrome de Cushing. Los pacientes con síndrome de Bardet-Biedl y síndrome de Prader-Willi, síndromes genéticos que pueden llevar a la obesidad en los pacientes, también tienen discapacidades de aprendizaje y debilidad muscular, pero todos los que conocieron a Lambert coincidieron en que era muy inteligente, extremadamente fuerte físicamente y, excepto por erisipela e insuficiencia venosa (varices) en sus piernas, no tenía problemas de salud. Un comentarista contemporáneo señaló que "el Sr. Lambert apenas sabe lo que es estar enfermo o indispuesto". El único problema psicológico registrado de Lambert fue una "depresión ocasional de ánimo" durante su tiempo en Londres. Aunque tenía una tía y un tío con sobrepeso, sus padres y hermanas supervivientes mantuvieron una constitución normal a lo largo de sus vidas.
En consecuencia, es probable que el aumento de peso de Lambert no se debiera a un trastorno físico, sino a una combinación de comer en exceso y falta de ejercicio. Aunque tenía una constitución robusta en su adolescencia, comenzó a ganar peso solo cuando asumió el trabajo relativamente sedentario de guardián de prisiones. Una biografía de Lambert publicada durante su vida relató que "fue dentro de un año de este nombramiento que su corpulencia recibió el mayor y más rápido aumento". Aunque afirmaba comer poco y abstenerse del alcohol, es probable que un hombre con su estilo de vida y posición en la sociedad hubiera comido grandes cantidades de carne y bebido cerveza en eventos sociales.

## Muerte

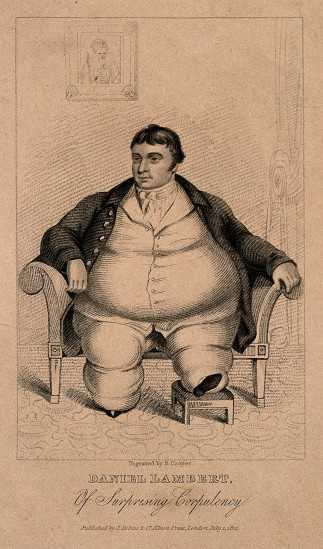
Daniel Lambert, grabado de 1821.

Tras su llegada a Stamford, Lambert envió un mensaje al Stamford Mercury, solicitando anuncios y folletos. Afirmó que "ya que la montaña no pudo venir a Mahoma, Mahoma iría a la montaña", y pidió al impresor que lo visitara en el Waggon & Horses, para discutir sus necesidades de impresión. Esa noche, Lambert estaba en la cama y admitió sentirse cansado, pero aun así pudo hablar de sus requerimientos con el impresor y mostró ansiedad porque los folletos se entregaran a tiempo.
La mañana del 21 de junio, Lambert se despertó a la hora habitual y parecía estar en buen estado de salud. Mientras comenzaba a afeitarse, se quejó de dificultades para respirar. Diez minutos después, se desplomó y murió.
No hubo autopsia, y se desconoce la causa de la muerte de Lambert. Aunque muchas fuentes dicen que murió de una degeneración grasa del corazón o de estrés en su corazón causado por su volumen, su comportamiento en el período previo a su muerte no coincide con el de alguien con insuficiencia cardíaca; los testigos coinciden en que la mañana de su muerte parecía estar bien, antes de quedarse sin aliento y desplomarse. Bondeson (2006) especula que la explicación más coherente de su muerte, dados sus síntomas e historial médico, es que sufrió una embolia pulmonar repentina.

## Entierro
El cadáver de Lambert comenzó rápidamente a descomponerse debido al calor del verano. No había posibilidad de que su cuerpo fuera devuelto a Leicester, así que el 22 de junio fue colocado dentro de un ataúd de olmo, de 6 pies 4 pulgadas de largo, 4 pies 4 pulgadas de ancho y 2 pies 4 pulgadas de profundidad (193 cm × 132 cm × 71 cm), construido sobre ruedas para facilitar su movimiento. El ataúd era tan grande que para sacarlo de la posada y llevarlo al recién abierto cementerio en la parte trasera de la iglesia de San Martín, se tuvo que demoler la ventana y la pared de su habitación. Se había cavado una tumba de tamaño adecuado, con una pendiente de acceso para evitar tener que bajar el ataúd desde arriba, pero el 23 de junio, aun así, llevó casi media hora a veinte hombres arrastrar el enorme ataúd de Lambert a la tumba.

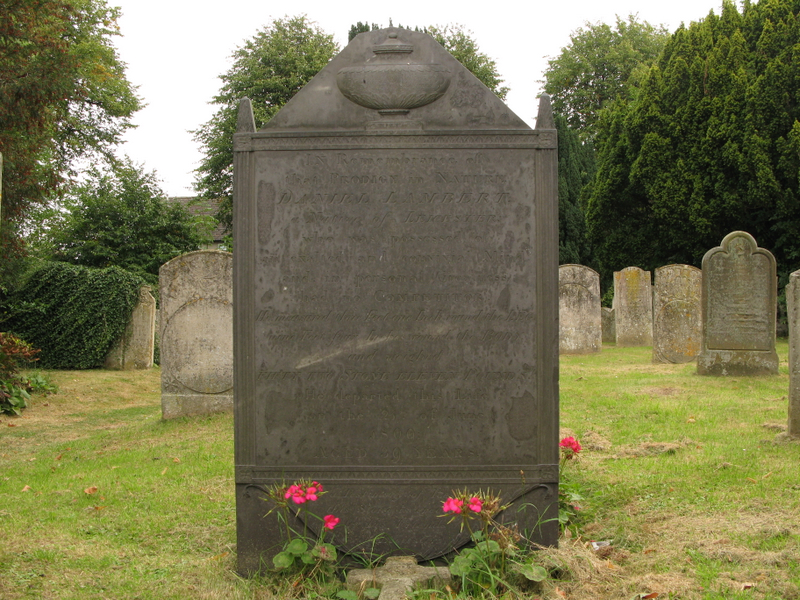
Tumba de Daniel Lambert

## Después de la muerte
A finales de 1809, John Drakard publicó La vida de ese hombre maravilloso y extraordinariamente pesado, el difunto Danl. Lambert, desde su nacimiento hasta el momento de su disolución, con un relato de hombres destacados por su corpulencia y otros asuntos interesantes, la primera biografía completa de Lambert publicada después de su muerte. La posición de Lambert como la persona más pesada en la historia registrada fue pronto superada por el estadounidense Mills Darden (1799-1857), pero Lambert se había convertido en una figura legendaria, y prácticamente todos los objetos relacionados con él fueron conservados para la posteridad. Sus ropas y posesiones fueron vendidas en subasta a coleccionistas, y muchas de ellas se conservan en museos en la actualidad.
En Inglaterra, muchas tabernas y posadas fueron renombradas en honor a Daniel Lambert, especialmente en Leicester y Stamford. El pub Daniel Lambert en 12 Ludgate Hill, cerca de la entrada a la Catedral de San Pablo en Londres, era muy conocido y tenía un gran retrato de Daniel Lambert y el bastón de Lambert en exhibición en el vestíbulo. James Dixon, dueño de la Ram Jam Inn en Stamford, compró el traje que Lambert llevaba puesto cuando murió y lo exhibió, renombrando la posada como Daniel Lambert.
En 1838, el Anuario Inglés publicó una serie de poemas, supuestamente escritos por Lambert y encontrados entre sus documentos en el Waggon and Horses después de su muerte. Ninguna fuente publicada durante la vida de Lambert menciona que él tuviera algún interés en la poesía o en cualquier material de lectura aparte de las publicaciones periódicas sobre deportes de campo, y no está claro por qué sus documentos deberían haber estado con él en Stamford en el momento de su muerte, en lugar de en su casa en Leicester. El descubridor de los poemas se acredita solo como "Omega". Es muy probable que los poemas sean falsos.
La figura de cera de Lambert de 1806 fue exportada a los Estados Unidos y se exhibió en New Haven, Connecticut, en 1813. Para 1828, la efigie se mostró en los Boston Vauxhall Gardens vestido con un conjunto completo de ropa de Lambert. Más tarde fue comprada por P. T. Barnum y exhibida en su Barnum's American Museum en Nueva York, pero el museo fue destruido por un incendio en 1865 y, aunque los trabajadores intentaron salvar la figura de cera, se derritió por el calor resultando destruida.

## En la memoria popular
Lambert sigue siendo un personaje popular en Leicester, descrito en 2009 por el Leicester Mercury como "uno de los íconos más queridos de la ciudad"; varios pubs y negocios locales llevan su nombre. La obra teatral de Sue Townsend El fantasma de Daniel Lambert, protagonizada por el actor de Leicester Perry Cree, cuenta la historia de cómo el fantasma de Lambert observa desaprobadoramente la demolición y reconstrucción del histórico centro de Leicester en la década de 1960, estrenada en el Haymarket Theatre de Leicester en 1981. Lambert también es una figura popular en Stamford, y el equipo de fútbol local Stamford A.F.C. lleva el apodo de "The Daniels", en su honor.
En 2009, en el 200 aniversario de su muerte, Leicester celebró el Día de Daniel Lambert, y más de 800 personas asistieron a un acto en su nombre en el Museo Newarke Houses.